# زنبور برگ‌خوار رز
زنبور برگخوار رز (نام علمی: Arge ochropus) یکی از آفات گل رز است.